# ريوتا أكاي
ريوتا أكاي (باليابانية: 鵜飼 亮多) (مواليد 28 مايو 1996)، هو لاعب كرة قدم ياباني سابق كان يلعب كمدافع.

## وصلات خارجية
- ريوتا أكاي على موقع رابطة كرة القدم اليابانية للمحترفين (اليابانية)
- ريوتا أكاي على موقع قاعدة بيانات كرة القدم.إي يو (الإنجليزية)
- ريوتا أكاي على موقع Soccerway.com (الإنجليزية)